# Center Hill
Center Hill est une ville américaine située dans le comté de Sumter en Floride.

## Démographie
| 1910 | 1920 | 1930 | 1940 | 1950 | 1960 |
| ---- | ---- | ---- | ---- | ---- | ---- |
| 299  | 574  | 726  | 545  | 522  | 529  |

| 1970 | 1980 | 1990 | 2000 | 2010 | - |
| ---- | ---- | ---- | ---- | ---- | - |
| 371  | 751  | 735  | 910  | 988  | - |

Selon le recensement de 2010, Center Hill compte 988 habitants. La municipalité s'étend sur 6,43 milles carrés (16,65 km2), dont 5,90 milles carrés (15,28 km2) de terres.